# وادي الرمة
وادي الرُّمة من أودية الجزيرة العربية، وكان وادي الباطن امتدادًا له في العصور المطيرة. هو أهم ظاهرة طبيعية في المملكة العربية السعودية وذلك لاتساع عرضه وطوله وسيطرته على مساحة شاسعة إذ يعبر السعودية من الغرب إلى الشرق، وهو أطول أودية شبه الجزيرة العربية إذ يبلغ طوله 539 كم، ويبدأ من شمال المدينة المنورة من السفوح الشرقية لجبال منطقتها، وسفوح الحرات المجاورة التي ترتفع عن سطح البحر بأكثر من 1300 متر، عند خط العرض 25 درجة و43 درجة شمالًا، وخط الطول 40 درجة شرقًا؛ ويتجه نحو الشرق حيث يمتد إلى الكويت مرورا بين جبال أبانات المشهورة بمنطقة القصيم الذي يسمى عندها وادي القصيم حيث إن معظم جريانه في منطقة القصيم كما ذكر ذلك الريحاني، ويصب في الوادي أكثر من 600 رافد ويعتبر منتزه عاما لأهالي القصيم، ويُذكَر وجهان لنطق كلمة رمة، الأشهر الرُّمّة، بضمّ الراء وتشديد الميم، والوجه الآخر هو بضمّ الراء وفتح الميم غير مشددة (وادي الرُّمَة).  يصب الوادي في نفود الثويرات جنوبي محافظة الأسياح، ومنابعه في حرّة خيبر. فاض الوادي في نوفمبر 2018 بعد انقطاع دام لعشر سنوات منذ عام 2008. كما شهد عام 2023 حدثاً نادراً وهو جريان الوادي مرتين: الأولى في شهر يناير 2023م/ جمادى الآخرة 1444هـ حين جرى الوادي لمسافة 600 كم في ستة أيام. والثانية في 17 أبريل 2023م / 26 رمضان 1444هـ.

## روافده
يرفده أكثر من 300 رافد، من الشمال والجنوب.

## أهم الروافد الجنوبية

### وادي الرقب
يسيل وادي الرقب من حدود حرة بني رشيد، من جبال الشقماء (1162 م فوق مستوى سطح البحر)، نحو الشرق، ثم الشمال الشرقي، حتى يلتقي وادي الرمة، عند بلدة الثمامية، عند خط الطول 41 درجة و15 دقيقة شرقًا.

### وادي الجفن
يبدأ وادي الجفن مجراه من جبال أفيعيه وجبال الشمط، على ارتفاع 1082 مترًا فوق سطح البحر، منحدرًا نحو الشمال الشرقي، مستقبلًا العديد من الروافد، إلى أن يلتقي وادي الرمة، جنوب شرق عقلة الصقور.

### شعيب الهميلية
ينحدر شعيب الهميلية من سمر الشفيعاء، متجهًا نحو الشمال الشرقي، إلى أن يلتقي وادي الرمة.

### وادي الجريِّر وروافده
ينحدر وادي الجريِّر من جبال المشف، على ارتفاع 1010 أمتار فوق سطح البحر، ومن هضاب الدريعوات، وجبال الذنايب، عند خط العرض 23 درجة و37 دقيقة شمالًا، تقريبًا، متجهًا نحو الشمال، بمحاذاة نفود العريق، إلى أن يلتقي وادي الرمة، عند خط العرض 25 درجة و42 دقيقة شمالًا، بعد أن يتصل به العديد من الروافد، مثل وادي ساحوق الذي ينحدر من جبال البويبات؛ ووادي طلال، المنحدر من جبال توبان؛ ووادي البحرة، الآتي من جبال المشف والمناطق المجاورة لها؛ ووادي المياه، المنحدر من جبال النير، شمالي عفيف.

### وادي الداث
ينحدر وادي الداث من جبال كيشات، وجبال عمى، متجهًا إلى الشمال، ليلتقي وادي الرمة، عند قرية القيصومة، على خط الطول 43 درجة و10 دقائق شرقًا.

### وادي النساء
يسيل وادي النساء من جبل غراب، وجبل خزاز، وجبل درعان، من غرب قرية دخنة، متجهًا نحو الشمال، حتى يتصل بوادي الرمة، عند مزارع البدائع.

### وادي الرشا
على الرغم من أن وادي الرشا، ينتهي، حاليًا، في نفود الشقيقة، قبل أن يتصل بوادي الرمة؛ إلا أن المؤكد، أنه كان أحد روافده، في الفترات المطيرة، قبل أن تفصل بينهما رمال النفود.

## أهم الروافد الشمالية

### وادي القهد
ينحدر وادي القهد من جنوب جبال أجا. ويلتقي العديد من الروافد، في رحلته نحو الجنوب الشرقي، حيث يتصل بوادي الرمة، عند خط الطول 41 درجة و 56 درجة شرقًا.

### وادي الشعبة
وادي الشعبة وادٍ عظيم، ينحدر من جبال أجا، وجبال رمان، وجبال سلمى. ويلتقي العديد من الروافد، في اتجاهه نحو الجنوب الشرقي، ثم نحو الجنوب. ويلتقي وادي الرمة، إلى الشرق من سمراء الحاجز، عند خط الطول 41 درجة و55 دقيقة شرقًا.

### وادي المحلاني
يصب وادي المحلاني، المنحدر من جبال قطن، في وادي الرمة، بالقرب من عقلة الصقور، بعد أن يلتقي بالعديد من الروافد.

### وادي أبو نخلة
يلتقي وادي أبو نخلة، المنحدر من جبل الرحي، وجبل الإصيعة، وادي الرمة،. وبعد أن تلتقي هذه الروافد وادي الرمة، تمّحى معالم هذا الوادي العظيم، تحت رمال نفود الثويرات، إلى أن يصب في حصاة قحطان ويستقر بفيضة السر. وبعد نحو 80 كيلومترًا، وفي نهاية هضبة التيسية من الشرق، يظهر وادي الأجردي، الذي يشكل جزءًا من وادي الرمة لم ينطمر بالرمال، بعد، ويتجه نحو الشمال الشرقي، حيث يضمحل في الدهناء، بعد أن يقطع زهاء 40 كيلومترًا. وبعد رمال الدهناء مباشرةً، وفي الاتجاه نفسه، يظهر وادي الباطن، متجهًا نحو الشمال الشرقي، مارًا بمدينة حفر الباطن، ثم مدينة الرقعي، على الحدود بين المملكة العربية السعودية ودولة الكويت والعراق، ويستمر محاذيًا حدود الكويت مع العراق، إلى أن يصب في شط العرب، في منطقة الزبير.

## جريانه الموثق
تشير الدراسات التاريخية أن وادي الرمة يجري في كل 100 سنة أكثر من 3 مرات، وتختلف قوة جريانه من سنة لأخرى وكان آخر جريان قوي له في ديسمبر 1956 وتلك السنة تسمى بسنة الهدام، ومابين شهر فبراير حتى مايو من سنة 1982، جرى الوادي وأحدث فيضانًا عظيمًا وكوّن بحيرةً تبلغ مساحتها 200 ميل مربع وبقيت لمدة عامين وجذبت كثيرًا من الطيور المائية من التي لم تكن ترى من قبل عهد سحيق إلى أواسط شبه جزيرة العرب، وجرى في مارس 1987 جرى بقوة ضعيفة، وفي 8 نوفمبر 2008 جرى الوادي من المدينة المنورة ووصل إلى حدود نفود الثويرات، ثم جرى الوادي آخر مرّة في 19 نوفمبر 2018، حيث جرى من المدينة المنورة ووصل إلى حدود نفود الثويرات.
شهد شهر يناير 2023/ جمادى الآخرة 1444هـ جريان الوادي لمسافة 600 كم في ستة أيام.
جرى وادي الرمة للمرة الثانية في عام 2023 يوم الاثنين 17 أبريل 2023م / 26 رمضان 1444هـ.

## وصف قديم
قال عبد الوهاب عزام في كتابه (مهد العرب) وفي نجد أودية كثيرة، أعظمها وادي الرمة، وهو يسيل من حرة خيبر في الغرب، فيتوسط القصيم مارا بين أبانين، ويخترق نجدا كلها حتى يقارب البصرة، ويسمى أسماء مختلفة في البقاع التي يمر بها. نقل ياقوت عن الهيثم بن عدي : "الوادي الذي في بلاد بني تميم ببادية البصرة في أرض بني سعد يسمونه الدهناء، يمر في بلاد بني أسد فيسمونه منعجا، ثم في غطفان فيسمونه الرمة، ثم في بلاد طيئ فيسمونه حائلًا"، قال عبد الوهاب عزام "ونحن لا نقبل هذا القول الذي يجعل كل هذه الأودية وادياً واحداً ولكن لا يبعد أن تصل السيول هذه الأودية ببعض، ومهما يكن فلا شك أن مياهاً متقاربة تسيل من غربي نجد مُيمّمة الشمالَ الشرقيَّ حتى تقاربَ البصرةَ ولا شك أن هذا المجرى الطويل تدفع فيه أودية أخرى".